# بنای چونگنیو
بنای چونگنیو (کره‌ای: 청류정) یا بنای چونگ ریو یک سازه تاریخی است که در تپه موران در کیونگسانگ-دونگ، چونگ-گویوک، پیونگ یانگ، کره شمالی واقع شده است. این دروازه دیگری به شهر محصور پیونگ یانگ است.
این بنای رنگارنگ، سقفی به شکل جرثقیل دارد که بر روی ده ستون استوار شده است. این بنا در دوره پادشاهی گوگوریو ساخته شده و در سال ۱۷۱۶ بازسازی شده است. این سازه در طول جنگ کره آسیب دید، اما از آن زمان توسط دولت در سال ۱۹۵۹ بازسازی شده است.